# Simon Dach
Simon Dach (Memel, 29 luglio 1605 – Königsberg, 15 aprile 1659) è stato uno scrittore e poeta tedesco.

## Gli inizi
A Königsberg Simon Dach ricevette una classica educazione. Studiò latino a Wittenberg e a Magdeburgo, e studiò a partire dal 1626 nell'Università Albertina di Königsberg teologia e filosofia, dopo di che si ritrasferì a Magdeburgo. Durante la guerra dei trent'anni fuggì, e tornò a Königsberg, dove rimase per il resto della sua vita.

## A metà della vita
Dach fu un tutore privato fino al 1633, dopo di che andò a lavorare in una Domschule (scuola cattedrale) a Königsberg nel 1636. Nel 1639 Adrian Brauer notò che era un bravo poeta, e gli propose di studiare poesia nell'Università Albertina di Königsberg. Anche nel 1640 ricevette la richiesta di quell'università. Parte di questa richiesta era motivata dal fatto che aveva scritto poemi - perlopiù in latino e in greco - per alcune celebrazioni universitarie. Nel 1644, inventò il gioco Sorbuisa per celebrare il centesimo anno dell'Università Albertina di Königsberg. Dach diventò uno dei componenti del gruppo musicale Kürbishütte; gli altri componenti erano George Weissel, Valentin Thilo and Johann Franck. La casa estiva dell'organista e compositore Heinrich Albert divento la "base" di questo gruppo di poeti e musicisti, dove crearono insieme molte poesie. Questo gruppo pubblicò otto libri di poemi tra il 1638 e il 1650. I libri ebbero grande successo.

## Il successo
La poesia "Ännchen von Tharau" è stata creata con alcuni suoi amici: Heinrich Albert (1604 - 1651), Robert Roberthin (1600 - 1648) e Sibylla Schwarz (1621 - 1638), e con la "Dichtergruppe" (dal tedesco, Associazione dei Poeti). Nel 1639 diventò un grande poeta, grazie all'aiuto del suo amico Roberthin. Quindi in seguito divenne famoso; il tema più famoso del Dach è stato senz'altro "Anke von Tharaw Oss, de my gefollt" (che oggi è parte del poema "Ännchen von Tharau"), composto nel 1637 in onore di un matrimonio tra i suoi amici. Il Dach compose anche altre poesie, che diventarono famose, ma questa suscitò grandi emozioni ai lettori: "Ich bin ja, Herr, in deiner Macht", "Ich bin bei Gott in Gnaden durch Christi Blut und Tod", e "O, wie selig seid ihr doch, ihr Frommen." In tutto Simon Dach scrisse centinaia di poemi e testi, e fu considerato uno dei più grandi poeti di Königsberg.

## Monumento a Simon Dach
Il monumento a Simon Dach è situato nel centro storico di Klaipėda, sua città natale e grande porto della Lituania.